# PGC 2189694
LEDA/PGC 2189694 ist eine Galaxie im Sternbild Andromeda am Nordsternhimmel. Sie ist schätzungsweise 795 Millionen Lichtjahre von der Milchstraße entfernt und hat einen Durchmesser von etwa 115.000 Lichtjahren. Vom Sonnensystem aus entfernt sich das Objekt mit einer errechneten Radialgeschwindigkeit von näherungsweise 17.700 Kilometern pro Sekunde.

## Galaktisches Umfeld
| Nr. | Galaxie          | Alternativname          | Rek           | Dek           | Distanz/asec |
| --- | ---------------- | ----------------------- | ------------- | ------------- | ------------ |
| →   | LEDA/PGC 2189694 | 2MASX J02355140+4156577 | 02h35m51.415s | +41d56m58.00s | 0            |
| 1   | LEDA/PGC 2187665 | 2MASX J02364422+4150053 | 02h36m44.23s  | +41d50m05.5s  | 719.78       |
| 2   | LEDA/PGC 2189544 | 2MASX J02365586+4156296 | 02h36m55.85s  | +41d56m29.6s  | 719.99       |
| 3   | LEDA/PGC 2193419 | 2MASX J02354683+4209257 | 02h35m46.827s | +42d09m25.35s | 748.88       |
| 4   | LEDA/PGC 2191033 | 2MASX J02365602+4201236 | 02h36m56.03s  | +42d01m23.7s  | 768.30       |
| 5   | LEDA/PGC 2186301 | 2MASX J02350732+4145166 | 02h35m07.33s  | +41d45m16.4s  | 856.43       |
| 6   | LEDA/PGC 2186026 | 2MASX J02350169+4144196 | 02h35m01.72s  | +41d44m19.7s  | 945.89       |
| 7   | LEDA/PGC 2186136 | 2MASX J02345722+4144456 | 02h34m57.22s  | +41d44m45.9s  | 951.06       |